# 花とハリネズミ
『花とハリネズミ』（はなとハリネズミ）は、ヤマダによる日本の漫画作品。スクウェア・エニックスのウェブコミック配信サイト『ガンガンONLINE』2012年3月1日から2013年6月6日まで、不定期で第1・第3週に更新していた。単行本は全2巻。単行本第2巻が発売された後も掲載されたため、単行本未収録の話が存在する。

## 登場人物
朝田 ハナ（あさだ はな）

束佐 将太郎（つかさ しょうたろう）

真柴 浩太（ましば こうた）

宮本 梓（みやもと あずさ）

直江 禄（なおえ ろく）

伊吉 汐（いよし うしお）

馬場 明日香（ばば あすか）

赤坂 マキ（あかさか まき）

佐々木 陽真（ささき はるま）

## 単行本
- ヤマダ『花とハリネズミ』スクウェア・エニックス〈ガンガンコミックスONLINE〉、全2巻
  1. 2012年11月22日発売、ISBN 978-4-7575-3788-0
  2. 2013年3月27日発売、ISBN 978-4-7575-3896-2